# På andra sidan Vättern
På andra sidan Vättern är ett album av Louise Hoffsten från 2009.

## Låtlista
| Nr           | Titel                     | Längd |
| ------------ | ------------------------- | ----- |
| 1.           | Kände mig så vilsen       | 3:23  |
| 2.           | Förlåt                    | 4:18  |
| 3.           | Komposten                 | 3:46  |
| 4.           | Hem till mig själv        | 3:14  |
| 5.           | På andra sidan vättern    | 4:14  |
| 6.           | Jag vet                   | 3:31  |
| 7.           | Du är historia            | 2:45  |
| 8.           | Mellan noll och ingenting | 3:50  |
| 9.           | Tröstar jag dig då        | 3:22  |
| 10.          | Hemma ikväll              | 3:47  |
| 11.          | Jag tror på dig och mig   | 3:38  |
| Total längd: | Total längd:              | 39:48 |